# Municipio de Winnebago City
El municipio de Winnebago City (en inglés: Winnebago City Township) es un municipio ubicado en el condado de Faribault en el estado estadounidense de Minnesota. En el año 2010 tenía una población de 201 habitantes y una densidad poblacional de 2,24 personas por km².

## Geografía
El municipio de Winnebago City se encuentra ubicado en las coordenadas 43°48′15″N 94°10′37″O / 43.80417, -94.17694. Según la Oficina del Censo de los Estados Unidos, el municipio tiene una superficie total de 89.62 km², de la cual 88,62 km² corresponden a tierra firme y (1.12 %) 1 km² es agua.

## Demografía
Según el censo de 2010, había 201 personas residiendo en el municipio de Winnebago City. La densidad de población era de 2,24 hab./km². De los 201 habitantes, el municipio de Winnebago City estaba compuesto por el 97,01 % blancos, el 2,49 % eran de otras razas y el 0,5 % eran de una mezcla de razas. Del total de la población el 6,97 % eran hispanos o latinos de cualquier raza.